# Karády István
Karády István (Jászberény, 1904. augusztus 20. – Szeged, 1974. szeptember 21.) orvos, patofiziológus, egyetemi tanár, az orvostudományok kandidátusa (1952).

## Élete
Karády (Kraut) Győző (1867–1952) főgimnáziumi tanár és Markgraf Erzsébet (1874–1938) fiaként született. 1922-ben a Budapesti III. Kerületi Magyar Királyi Állami Főgimnáziumban érettségizett jeles eredménnyel. A budapesti Pázmány Péter Tudományegyetemen 1929. április 13-án avatták orvosdoktorrá. 1926 és 1929 között az I. sz. Kórbonctani Intézet, 1929-től 1932-ig az I. sz. Belgyógyászati Klinika díjtalan gyakornoka volt. 1932 és 1937 között a szegedi Ferenc József Tudományegyetem I. sz. Belgyógyászati Klinikájára került, s előbb mint gyakornok, majd 1937-től 1948-ig mint egyetemi tanársegéd dolgozott. 1934-ben bel- és ideggyógyász szakorvosi vizsgát tett. 1937-ben a bécsi Collegium Hungaricum állami ösztöndíjasaként, majd 1937 és 1939 között Rockefeller-ösztöndíjasként végzett kutatásokat. 1939-ben az allergiás betegségek kór- és gyógytana című tárgykörből magántanárrá habilitálták. 1939 és 1942 között a rochesteri Mayo Clinic vendégkutatója.
1939 és 1948 között a szegedi egyetem magántanára, 1947–1948-ban címzetes nyilvános rendkívüli tanára. 1948 és 1951 között a Gyógyszertani Intézet egyetemi adjunktusa, 1951-ben intézeti tanára, 1951. szeptember 15-től haláláig a Kórélettani Intézet intézetigazgató egyetemi tanára. 1958-ban a Londoni Egyetem Rockefeller-, majd 1964–1965-ben Wellcome-ösztöndíjasa, 1967–1968-ban a Bécsi Egyetem Általános és Kísérletes Kórtani Tanszéke vendégprofesszora volt.
Szegeden érte a halál, a szegedi Belvárosi temetőben nyugszik.

### Kutatási területe
Főleg a Selye János által felfedezett stressz fogalomkörével kapcsolatos kórélettani kérdésekkel foglalkozott. Vizsgálta a szervezet alkalmazkodásának mechanizmusát, a sokkal szembeni ellenállását. Allergiai és anafilaxiai kutatásokat végzett. Ő fedezte fel a rezisztint.

### Családja
Második felesége Villányi Erzsébet (1903–1991) volt, Villányi (Weisz) Ármin építészmérnök, műszaki tanácsos és Sternlicht Teodóra lánya, akivel 1944. december 18-án Szegeden kötött házasságot.
Fia ifj. Karády István orvos.

## Művei
- Einfluss des Ergotamins auf die alimentäre Hyperglykämie bei Leberschändingung durch Phosphorvergiftung. Ernst Z.-vel. (Biochemische Zeitschrift, 1932)
- Histaminérzékenység. (Orvosi Hetilap, 1933)
- A hypochloraemiás uraemiáról. Czoniczer Gáborral. (Orvosképzés, 1933)
- Lipase-vizsgálatok sclerosis multiplexes betegek duodenalis nedvében és vérserumában. – Vizsgálatok a postoperatív keringési zavarok keletkezéséről. Rusznyák Istvánnal, Szabó Dénessel. (Orvosi Hetilap, 1934)
- A terhesség befolyása a histaminérzékenységre. Strobl Ferenccel. – A collapsuskészséget jelentő II. histamintípus átalakítása. Bencsáth Aladárral. (Orvosi Hetilap, 1935)
- Experimentalis vizsgálatok állatok histamin-tachyphylaxiájának és histamin-resistentiájának kérdéséhez. (Magyar Orvosi Archívum, 1935)
- Kísérleti adatok a szervanaphylaxia mechanizmusához. Erdős Lászlóval. (Magyar Orvosi Archívum, 1937)
- Further Studies on the Effect of the Alarm Reaction on Water Excretion. Browne, J. S. L.-lel és Selye Jánossal. (Canadian Medical Journal, 1938)
- The Influence of the Alarm Reaction on the Development of Anaphylatic Shock. Browne, J. S. L.-lel és Selye Jánossal. (Journal of Immunology, 1938)
- Changes in the Total Blood Volume in Histamine and Surgical Shock in Normal Rabbits and in Those Pretreated with Histamine. (American Journal of Physiology, 1938)
- Role of Auto-Antigens in the Pathogenesis of Physical Allergy. (Journal of Immunology, 1939)
- Changes in the Chloride Distribution between Red Blood Cells and Plasma during the Course of the General Adaptation Syndrome. Browne, J. S. L.-lel, Selye Jánossal. (Journal of Biological Chemistry, 1939)
- Histamine Metabolism in the Adrenalectomized Rat. Rose, B.-vel. (Proceedings of the American Physiological Society, 1939)
- Decrease of Histaminase in Tissue by Adrenalectomy and Its Restoration by Corticoadrenal Extract. Rose, B.-vel és Browne, J. S. L.-lel. (American Journal of Physiology, 1940)
- Az allergia jelentősége az emberi pathológiában. Magántanári előadás. (Szeged, 1941)
- A thyreotoxicus coma gyógyítása kéreghormonnal. Varga Sándorral. (Orvosi Hetilap, 1941. 43.)
- A traumás shock keletkezése. Hámori Artúrral, Rusznyák Istvánnal. (Orvostudományi Közlemények, 1942)
- Kalium aceticum-diuresis. Földi Mihállyal. (Magyar Orvosi Archívum, 1943)
- Adatok a physiologiás albuminuria keletkezésének mechanizmusához. Földi Mihállyal. (Orvosi Hetilap, 1943. 33.)
- Adaptation Mechanism of the Organism to Damage. The Role of „Resistine”. Kovács A.-val. (Nature, 1948), Antianaphylaxia mechanizmusa. Kovács B.-vel, Petri Gáborral. – Shock és antihistamin. Petri Gáborral. (Kísérletes Orvostudomány, 1949)
- Vizsgálatok a histamin-megszokás kérdéséhez. Többekkel. (Magyar Belorvosi Archívum, 1951)
- Kórélettan. K. I. 1950/51-ben tartott előadásai. Egyetemi jegyzet. (Budapest, 1952, új átdolgozott kiadás. 1973 és 1980)
- Hőszabályozás kórélettana. Egyetemi jegyzet. (Budapest, 1953)
- Acidosis, alcalosis kórélettana. Egyetemi jegyzet. (Budapest, 1953)
- A nephrosis oedema pathophysiológiája. (Orvosi Hetilap, 1953. 33.)
- Die Frage des Histamin-Desensibilisierung im Spiegel eigener Untersuchungsergebnisse und der Literaturangaben. Rapcsák Vilmossal. (Acta Medica, 1953)
- Az anyagcsere kórélettana. Egyetemi jegyzet. (Budapest, 1954)
- Die Rolle der höheren Nervenfunktion im Mechanismus der Antikörperproduktion. Kiss L.-lel, Mustárdy L.-lel. (Acta Physiologica, 1954)
- Experimental Influencing of Tuberculosis Changes. Lusztig G.-vel, Vajda P.-vel. (Acta Morphologica, 1954)
- Control of Humoral Factors on the Zona Glomerulosa of the Adrenal Cortex. Nagy A.-val, Oláh A.-val. (Nature, 1957)
- A heparin alvadásgátló és clearing működése hyperlipaemiában. Csergő Istvánnal, Pintér Imrével. (MTA Biológiai és Orvosi Tudományok Osztálya Közleményei, 1957)
- Zur Pathophysiologie des traumatischen Shocks. Kapillarpermeabilität und Sludge-Bildung in traumatischen Schock. Kiss Lajossal, Thuránszky Károllyal. (Acta Medica, 1959)
- The Effect of Insulin on Production of Granulation Tissue in Rats. Nagy Sándorral, Rédei Annával. (Experientia, 1960)
- Granulation Tissue Production in Alloxan-Diabetic Rats. Nagy Sándorral, Rédei Annával. (Journal of Endocrinology, 1961)
- A resistin patophysiologiai jelentősége. (Orvosi Hetilap, 1964. 3.)
- Effect of Ammoniumchloride and Sodium bicarbonate on Resistine Level in Rats. Horpácsi Gézával. (Journal of Pharmacy and Pharmacology, 1964)
- Effect of Phlogodym on the Blood Fibrinogen Levels in Traumatic Shock. Lázár Györggyel. (Acta Physiologica, 1964)
- Crossed Shock Resistance. Role of Humoral Factor in the Resistance to Shock. Prókai Andrással, Sütő M.-mel. – The Role of Endotoxin in Traumatic Shock and in Adaptation to Trauma. Gecse Árpáddal és West, G. B.-vel. (Acta Physiologica, 1966)
- Glycoproteidek jelentősége a stresshez való adaptáció mechanizmusában. (Kísérletes Orvostudomány, 1966)
- Histaminképződés és histaminfelszabadulás traumás shockban és shock-resistentiában. Gecse Árpáddal, Horpácsy Gézával. (Kísérletes Orvostudomány, 1969)
- Resistance to Shock in Rats with Alloxan Diabetes. Ottlecz Annával. – Isolation from Bovine-Plasma of an Agent Causing Smooth Muscle Concentration. Gecse Árpáddal, Zsilinszky Eleonórával. (Acta Physiologica, 1970)
- Histokémiai és elektronmikroszkópos változások Phlogodym hatására patkánymájban. Többekkel. (Kísérletes Orvostudomány, 1970)
- Modellkísérlet az emberi shock-vese pathomechanizmusának kiderítésére. Többekkel. (Orvosi Hetilap, 1970)
- Patkányszövetekből izolált antihistamin hatású anyag kémiai szerkezete. Halmos M.-mel, Prókai Andrással. – Serumphospholipoidok változása széntetrachlorid-mérgezésben. Lázár Györggyel és Nikolásev Velimirral. (Kísérletes Orvostudomány, 1971)
- Data on the Pathomechanism of Shock. Bardóczi A.-val, Kékes-Szabó Andrással. (Acta Physiologica, 1971)
- Plasma phospholipoidok anyagcsere-vizsgálata normál humán terhességben. Többekkel. – Serum-, máj-, és vese-phospholipoid. Lázár Györggyel, Nikolásev Velimirral. – Histaminhoz adaptált és úsztatott patkányok szénhidrát-anyagcseréje. Többekkel. (Kísérletes Orvostudomány, 1972)
- Bradykinin Metabolism in Shock and in State of Shock Resistance. Többekkel. (Vasoactive Polypeptides. New York, 1972)
- Uratos nephropathia és sokkrezisztencia. Többekkel. (Kísérletes Orvostudomány, 1977).

## Társasági tagságai
- Szegedi Akadémiai Bizottság tagja (1968-tól)
- Magyar Élettani Társaság tagja (1942-től), vezetőségi tagja (1970–1974)
- Magyar Belorvos Társaság (1935-től)
- Korányi Sándor Társaság (1950-től)
- Magyar Endokrinológiai Társaság (1960-tól)
- Magyar Immunológusok Társasága alapító tagja (1972-től)
- Szakorvosképesítő Vizsgabizottság elnöke (1970–1974)
- Kanadai Fiziológusok Társasága (1938-tól)
- Amerikai Patológusok Társasága (1939-től)
- Francia Allergológusok Társasága (1956-tól)
- Nemzetközi Hisztamin Klub (1958-tól)
- Nemzetközi Allergológiai Kollégium rendes tagja (1970-től)